# SV Ratibor 03
SV Ratibor 03 – niemiecki klub piłkarski działający w latach 1903–1945 w Ratibor (obecny Racibórz), utożsamiany z przedwojenną społecznością niemiecką miasta. Był pierwszym zarejestrowanym klubem piłkarskim na Górnym Śląsku.

## Historia
Klub powstał w 1903 roku w Ratibor w II Rzeszy. Do 1911 nosił nazwę FC Ratibor. Założycielem klubu był Fritz Seidl. W sezonie 1933/1934 klub w „Gauliga Schlesien” (śląskiej lidze okręgowej – najwyższej klasie rozgrywkowej w ówczesnej strukturze rozgrywek piłkarskich w Rzeszy) zajął 6. miejsce, w sezonie 1934/1935 uplasował się na 4. pozycji, w sezonie 1935/1936 na 7. pozycji, w sezonie 1936/1937 miał ostatnie miejsce. Klub powrócił do Gauligi Schlesien w sezonie 1938/1939 i zajął 7. miejsce.

## Literatura
- "100 lat piłki nożnej na ziemi raciborskiej" – Jerzy Kwaśny